# Ulus (mongolo)
Ulus (originariamente ulush) è un termine mongolo desunto dall'antico turco.
 
In quest'ultimo caso il sostantivo si riferiva a "paese, città, villaggio" ma, entrato nell'uso dei mongoli, il sostantivo assunse il significato di "popolazione mongola" dapprima e di "nazione mongola" nella sua interezza in un secondo momento, come si rileva dal sigillo del 1246 di Güyük.